# 鹽埕埔

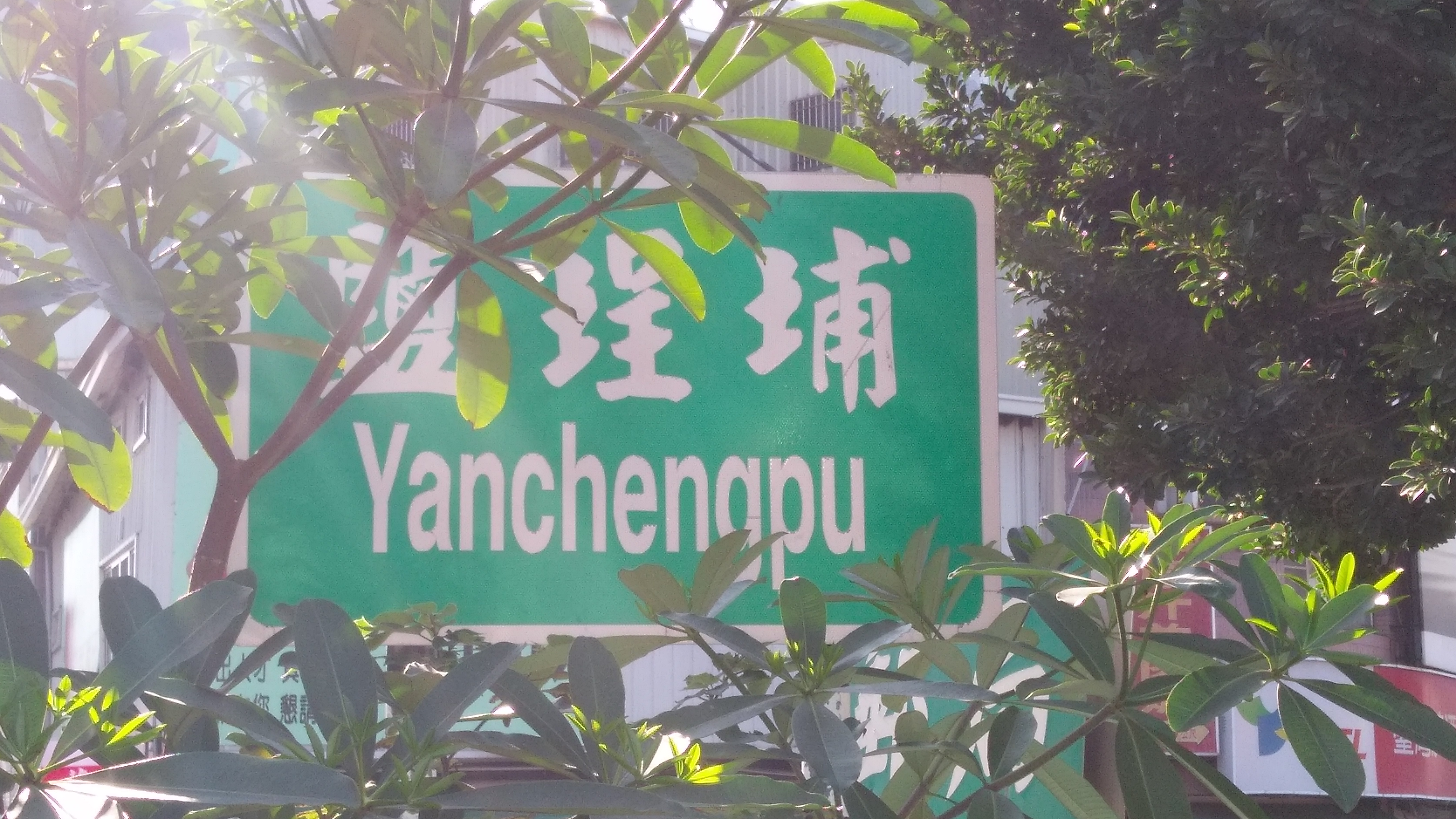
位於七賢二路安全島上的鹽埕埔地名告示牌

鹽埕埔（閩南語：Iâm-tiâⁿ-po͘），為台灣高雄市的一個區域名稱，位於鹽埕區、鼓山區交界地帶，其舊部落是高雄地區的早期聚落之一。

## 歷史
清治時期，鹽埕埔為鹽埕埔庄的主要聚落，屬於鳳山縣興隆內里，與大竹里的鹽埕庄隔後壁港（古愛河的分流，即今日的大溝頂）相鄰，曾以「鹽埔曉鷺」列入「打狗八景」之一。
日治大正元年（1912年）9月25日，臺灣總督府公布將大竹里的鹽埕庄、旗後街、烏松庄，與興隆內里的鹽埕埔庄、哨船頭街等五個街庄合併成為「打狗」（街庄層級），納於大竹里轄下。大正九年（1920年）全臺行政區改制時，將「打狗」改制為「高雄」大字，轄區不變。